# Potkal jsem ho v zoo
Potkal jsem ho v zoo je český rodinný film z roku 1994 režisérky Drahomíry Reňákové-Králové. 

## Příběh
Bádavý Ivoš se potuluje a zkoumá zoologickou zahradu Zlín. Omylem do něj vrazí nevidomý chlapec a polije ho limonádou. Přeš prvotní odtažitost vůči slepému chlapci se spolu nakonec skamarádí. Oba je spojuje láska ke zvířatům. Ivoš má celou zoo zmapovanou, a tak se v ní vyzná. Vezme chlapce, kterému říká Slepoň, napříč celou celou zoo. Pohladí si želvy, projedou se na koni a pochovají si medvídě. To se ovšem nelíbí chovatelům, a tak je po celém areálu nahání. Chlapci nakonec zvládnou utéct. Následující den se jdou vykoupat do rybníka. Poté se hodlají i s ostatními kamarády Máťou a Jožínkem podívat na hororový film. Během koukání se zloději vloupají do vedlejší bytu. Partě se nakonec podaří informovat policii a ti lupiče chytí.

## Obsazení
- Lukáš Janota jako Ivoš
- Petr Franc jako Slepoň
- Lucie Čechová jako Máťa
- Ondřej Kapusta jako Jožínek
- Michal Žabka, Kamil Pulec, Kostas Zerdaloglu a Rostislav Marek jako zloději
- Martin Vrtáček jako policista
- Nastěnka Flenerová jako maminka
- Milada Kuncová jako sousedka
- Milan Nytra jako učitel hudby
- František Kocián a Lubomír Chudíček jako hlídači v zoo
- František Marek jako Ondra

## Lokace
Film se natáčel v zoologické zahradě Zlín a ve městě Zlín.